# Camelus moreli
Il cammello siriano (Camelus moreli) era una specie di cammello che viveva in Siria circa 100.000 anni fa.
Questo gigantesco animale aveva un'altezza al garrese di 3 m, per un'altezza totale di 4 m.
Resti fossili di questo animale sono stati scoperti verso la fine del 2006 in Siria.